# Cheilosporum acutilobum
Cheilosporum acutilobum (Decaisne) Piccone, 1886  é o nome botânico  de uma espécie de algas vermelhas pluricelulares do gênero Cheilosporum, subfamília Corallinoideae.
- São algas marinhas, encontradas em ilhas do Oceano Índico como Nicobar, Reunião e Seychelles.

## Sinonímia
- Jania acutiloba (Decaisne) J.H. Kim, Guiry & H.-G. Choi, 2007